# Zuidland

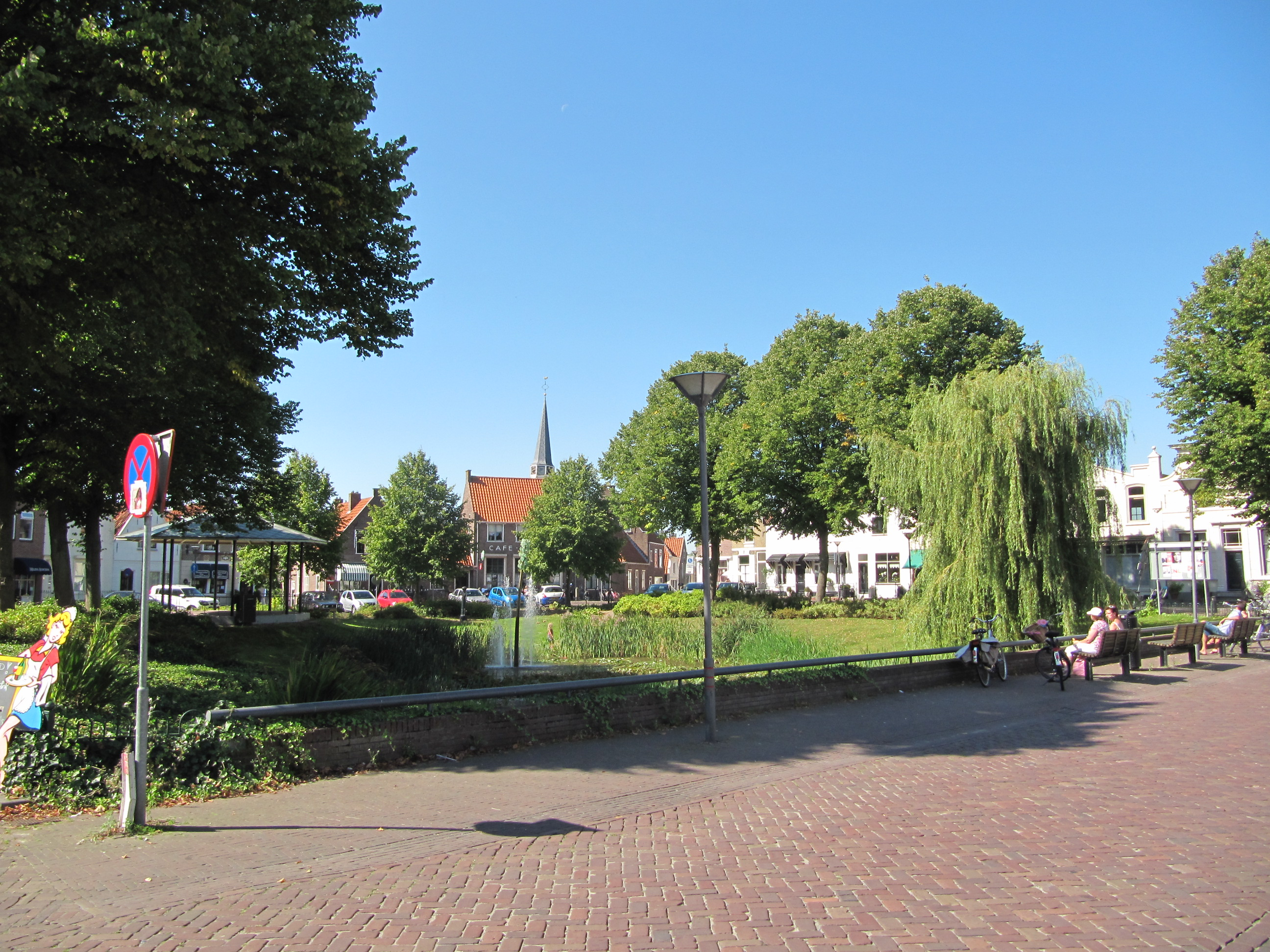
Centrum miasteczka

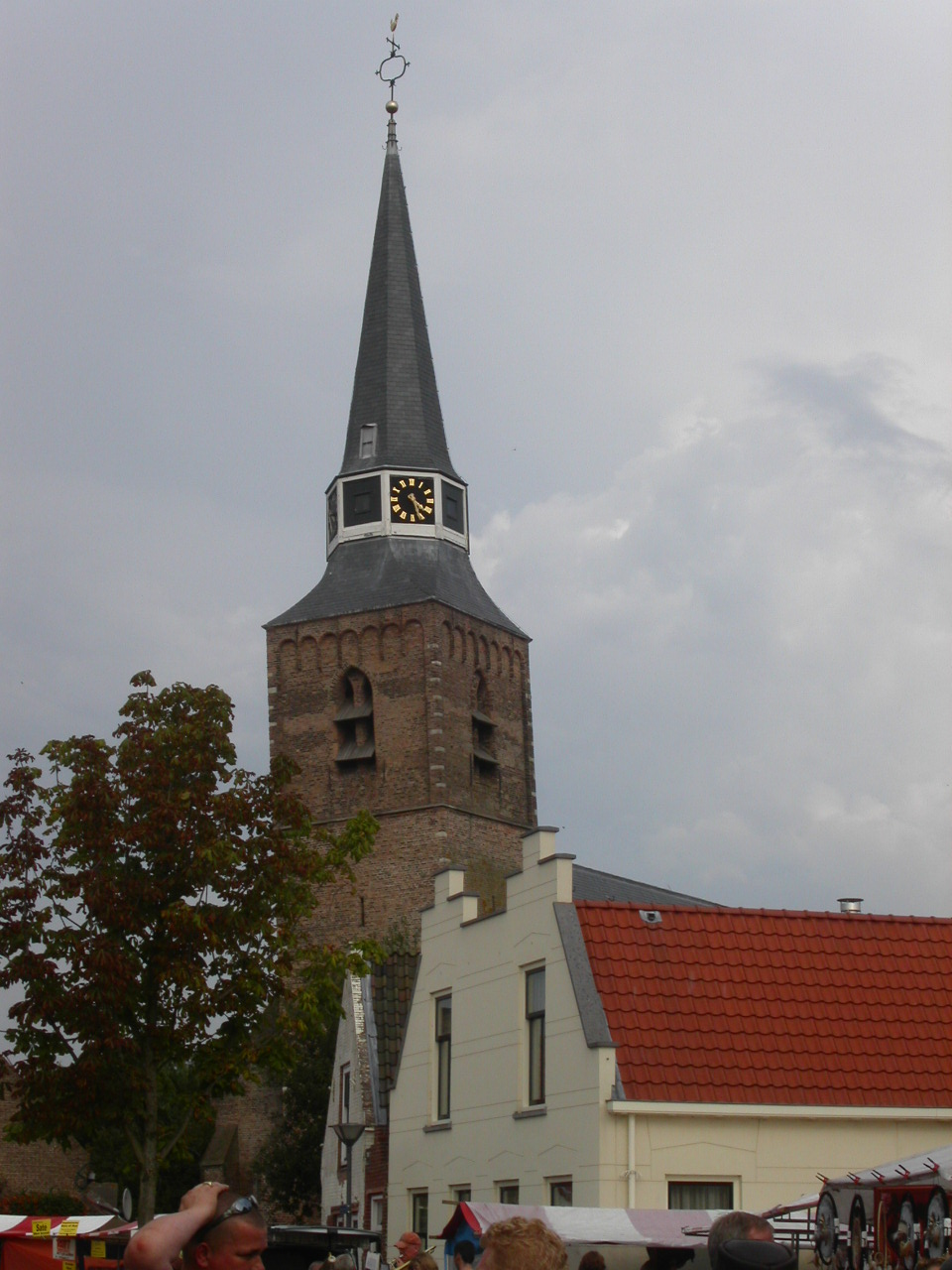
Kościół w Zuidland

Zuidland – miasteczko w holenderskiej prowincji Holandia Południowa, w gminie Bernisse. Jest położone 6 km na zachód od Spijkenisse. Przed 1980 było osobną gminą.